# Lista de presidentes do Supremo Tribunal Federal
O presidente do Supremo Tribunal Federal é o mais alto cargo da mais alta instância do poder judiciário brasileiro. Seu ocupante também exerce simultaneamente a presidência do Conselho Nacional de Justiça (CNJ). Estão entre suas atribuições a representação tanto do Tribunal quanto do Conselho perante os demais poderes e autoridades, a presidência das sessões plenárias de ambos os órgãos, fazer cumprir os regimentos internos da Corte e do Conselho, a decisão de questões de ordem em ambos ou sua submissão aos respectivos plenários, a decisão de medida cautelar nos períodos de recesso ou férias do STF e empossar os demais ministros do Supremo e conselheiros do CNJ.

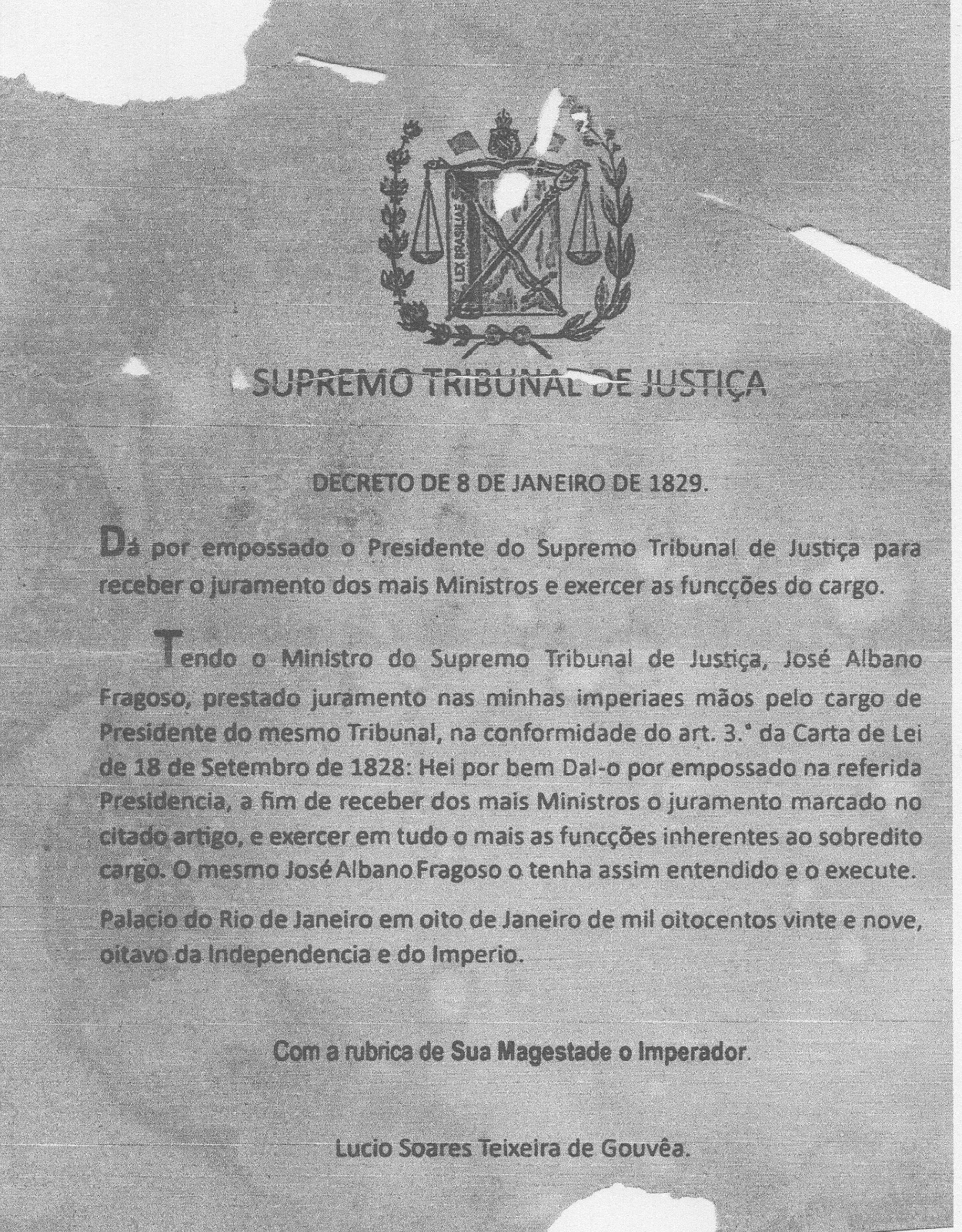
Decreto de D. Pedro I oficializando a posse de José Albano Fragoso em 8 de janeiro de 1829.

O presidente e o vice-presidente do STF são eleitos pelos demais ministros em votação secreta, com quórum mínimo de oito ministros, em sistema eleitoral com dois turnos para um mandato de dois anos, vedada a reeleição para mandatos consecutivos. Costumeiramente, os ministros votam naquele mais antigo que ainda não assumiu a presidência, enquanto que este vota no segundo mais antigo na mesma situação. A tradição presente em grande parte da história republicana do país é a eleição do vice-presidente, ao término de seu mandato bienal, por seus pares, para assumir a presidência. O autogoverno e a autodeterminação do Supremo Tribunal Federal no que tange a escolha de seu presidente foi inexistente em dois períodos históricos: durante o período monárquico, o Imperador do Brasil nomeava o presidente do Supremo Tribunal de Justiça para um mandato de três anos, com possibilidade de recondução; sob a vigência da Constituição de 1937, o presidente do Brasil indicava, por tempo indeterminado, dentre os ministros da composição plenária atual, o presidente da Corte.
O presidente do Supremo Tribunal Federal ocupa a quarta posição na linha de sucessão presidencial do Brasil — sete ministros ocuparam a cadeira presidencial — e pode exercer o cargo de presidente do Senado Federal em situações excepcionais — dois ministros o fizeram. A presidência mais longa do STF foi exercida por Hermínio do Espírito Santo, que o fez por 13 anos e 312 dias consecutivos, enquanto que a mais breve foi exercida por Leoni Ramos, por 23 dias. Os presidentes da República que indicaram mais presidentes do STF foram Getúlio Vargas e Luiz Inácio Lula da Silva, com seis indicações cada. O atual presidente do Supremo Tribunal Federal é o ministro Luís Roberto Barroso, empossado em 28 de setembro de 2023.

## Presidentes do Supremo Tribunal de Justiça
| Ministro (Nascimento–Falecimento) | Ministro (Nascimento–Falecimento) | Ministro (Nascimento–Falecimento)                                           | Período                                          | Duração            | Indicação à presidência   | Cargo anterior à indicação                                            |
| --------------------------------- | --------------------------------- | --------------------------------------------------------------------------- | ------------------------------------------------ | ------------------ | ------------------------- | --------------------------------------------------------------------- |
| 1                                 |                                   | José Albano Fragoso (1768–1843)                                             | 8 de janeiro de 1829 – 1832                      | 2 anos e 362 dias  | Pedro I                   | Chanceler-Mor da Casa da Suplicação do Brasil (1824–1829)             |
| 2                                 |                                   | Lucas Antônio Monteiro de Barros Visconde de Congonhas do Campo (1767–1851) | 5 de janeiro de 1832 – 3 de março de 1842        | 10 anos e 57 dias  | Regência Trina Permanente | Senador por São Paulo (1826–1851)                                     |
| 3                                 |                                   | José Bernardo de Figueiredo (1769–1854)                                     | 26 de abril de 1842 – 13 de outubro de 1849      | 7 anos e 170 dias  | Pedro II                  | Desembargador dos Agravos da Casa da Suplicação do Brasil (1824–1828) |
| 4                                 |                                   | Francisco de Paula Pereira Duarte (1784–1855)                               | 17 de outubro de 1849 – 15 de junho de 1855      | 5 anos e 241 dias  | Pedro II                  | 2º Vice-presidente do Maranhão (1848)                                 |
| 5                                 |                                   | Manuel Pinto Ribeiro Pereira de Sampaio (1780–1857)                         | 15 de fevereiro de 1856 – 27 de setembro de 1857 | 1 ano e 224 dias   | Pedro II                  | Desembargador da Relação do Rio de Janeiro (1833–1842)                |
| 6                                 |                                   | Joaquim José Pinheiro de Vasconcelos Visconde de Monserrate (1788–1884)     | 27 de setembro de 1857 – 5 de fevereiro de 1864  | 6 anos e 131 dias  | Pedro II                  | Desembargador da Relação da Bahia (1833–1853)                         |
| 7                                 |                                   | Joaquim Marcelino de Brito (1799–1879)                                      | 5 de fevereiro de 1864 – 27 de janeiro de 1879   | 14 anos e 356 dias | Pedro II                  | Deputado geral do Império pela Bahia (1838–1856)                      |
| 8                                 |                                   | João Antônio de Vasconcelos (1802–1880)                                     | 1 de fevereiro de 1880 – 21 de novembro de 1880  | 294 dias           | Pedro II                  | Desembargador da Relação da Bahia (1852–1875)                         |
| 9                                 |                                   | Albino José Barbosa de Oliveira (1809–1889)                                 | 27 de novembro de 1880 – 14 de junho de 1882     | 1 ano e 199 dias   | Pedro II                  | Desembargador da Relação do Rio de Janeiro (1842–1864)                |
| 10                                |                                   | Manuel de Jesus Valdetaro Visconde de Valdetaro (1807–1897)                 | 14 de junho de 1882 – 27 de novembro de 1886     | 4 anos e 166 dias  | Pedro II                  | Desembargador da Relação da Corte (1864–1867)                         |
| 11                                |                                   | João Evangelista de Negreiros Saião Lobato Visconde de Sabará (1817–1894)   | 27 de novembro de 1886 – 26 de fevereiro de 1891 | 4 anos e 91 dias   | Pedro II                  | Desembargador da Relação da Corte (1864–1881)                         |

## Presidentes do Supremo Tribunal Federal
Legenda:
      Membro atual do Supremo Tribunal Federal
| Ministro (Nascimento–Falecimento) | Ministro (Nascimento–Falecimento) | Ministro (Nascimento–Falecimento)      | Período                                                                                          | Duração            | Indicação presidencial    | Vice-presidente                                                       | Cargo anterior à indicação                                                         |
| --------------------------------- | --------------------------------- | -------------------------------------- | ------------------------------------------------------------------------------------------------ | ------------------ | ------------------------- | --------------------------------------------------------------------- | ---------------------------------------------------------------------------------- |
| 12                                |                                   | Freitas Henriques (1822–1903)          | 28 de fevereiro de 1891 – 9 de fevereiro de 1894                                                 | 2 anos e 346 dias  | Deodoro da Fonseca        | Aquino e Castro                                                       | Ministro do Supremo Tribunal de Justiça (1886–1890)                                |
| 13                                |                                   | Aquino e Castro (1828–1906)            | 28 de fevereiro de 1894 – 10 de agosto de 1906                                                   | 12 anos e 163 dias | Deodoro da Fonseca        | Barão de Pereira Franco                                               | Ministro do Supremo Tribunal de Justiça (1886–1889)                                |
| 13                                | Piza e Almeida                    | Aquino e Castro (1828–1906)            | 28 de fevereiro de 1894 – 10 de agosto de 1906                                                   | 12 anos e 163 dias | Deodoro da Fonseca        |                                                                       | Ministro do Supremo Tribunal de Justiça (1886–1889)                                |
| 14                                |                                   | Piza e Almeida (1842–1908)             | 18 de agosto de 1906 – 22 de abril de 1908                                                       | 1 ano e 187 dias   | Deodoro da Fonseca        | Pindaíba de Matos                                                     | Juiz de direito (1878–1890)                                                        |
| 15                                |                                   | Pindaíba de Matos (1831–1913)          | 29 de abril de 1908 – 26 de dezembro de 1910                                                     | 2 anos e 241 dias  | Floriano Peixoto          | Hermínio do Espírito Santo                                            | Juiz da Corte de Apelação do Distrito Federal (1890–1894)                          |
| 16                                |                                   | Hermínio do Espírito Santo (1841–1924) | 4 de janeiro de 1911 – 11 de novembro de 1924                                                    | 13 anos e 312 dias | Floriano Peixoto          | Ribeiro de Almeida                                                    | Juiz federal na seção do Rio Grande do Sul (1890–1894)                             |
| 16                                | Manuel Murtinho                   | Hermínio do Espírito Santo (1841–1924) | 4 de janeiro de 1911 – 11 de novembro de 1924                                                    | 13 anos e 312 dias | Floriano Peixoto          |                                                                       | Juiz federal na seção do Rio Grande do Sul (1890–1894)                             |
| 16                                | André Cavalcanti                  | Hermínio do Espírito Santo (1841–1924) | 4 de janeiro de 1911 – 11 de novembro de 1924                                                    | 13 anos e 312 dias | Floriano Peixoto          |                                                                       | Juiz federal na seção do Rio Grande do Sul (1890–1894)                             |
| 17                                |                                   | André Cavalcanti (1834–1927)           | 14 de novembro de 1924 – 13 de fevereiro de 1927                                                 | 2 anos e 91 dias   | Prudente de Morais        | Godofredo Cunha                                                       | Juiz dos Feitos da Fazenda Municipal do Distrito Federal (1891–1897)               |
| 18                                |                                   | Godofredo Cunha (1860–1936)            | 22 de fevereiro de 1927 – 17 de fevereiro de 1931                                                | 3 anos e 360 dias  | Nilo Peçanha              | vago                                                                  | Juiz federal na seção do Distrito Federal (1897–1909)                              |
| 18                                | Leoni Ramos                       | Godofredo Cunha (1860–1936)            | 22 de fevereiro de 1927 – 17 de fevereiro de 1931                                                | 3 anos e 360 dias  | Nilo Peçanha              |                                                                       | Juiz federal na seção do Distrito Federal (1897–1909)                              |
| 19                                |                                   | Leoni Ramos (1857–1931)                | 25 de fevereiro de 1931 – 20 de março de 1931                                                    | 23 dias            | Nilo Peçanha              | Edmundo Lins                                                          | Prefeito de Niterói (1905–1906)                                                    |
| 20                                |                                   | Edmundo Lins (1863–1944)               | 1 de abril de 1931 – 15 de novembro de 1937                                                      | 6 anos e 228 dias  | Venceslau Brás            | Hermenegildo de Barros                                                | Desembargador do Tribunal da Relação do Estado de Minas Gerais (1903–1917)         |
| 20                                | vago                              | Edmundo Lins (1863–1944)               | 1 de abril de 1931 – 15 de novembro de 1937                                                      | 6 anos e 228 dias  | Venceslau Brás            |                                                                       | Desembargador do Tribunal da Relação do Estado de Minas Gerais (1903–1917)         |
| 21                                |                                   | Bento de Faria (1876–1959)             | 19 de novembro de 1937 – 18 de novembro de 1940                                                  | 2 anos e 365 dias  | Artur Bernardes           | Eduardo Espínola                                                      | Advogado e jornalista (1906–1925)                                                  |
| 22                                |                                   | Eduardo Espínola (1875–1968)           | 20 de novembro de 1940 – 24 de maio de 1945                                                      | 4 anos e 185 dias  | Getúlio Vargas            | José Linhares                                                         | Agente do Brasil junto ao Tribunal Permanente de Justiça Internacional (1929–1931) |
| 23                                |                                   | José Linhares (1886–1957)              | 26 de maio de 1945 – 30 de janeiro de 1949                                                       | 3 anos e 249 dias  | Getúlio Vargas            | Castro Nunes                                                          | Desembargador do Tribunal de Apelação do Distrito Federal (1931–1937)              |
| 24                                |                                   | Laudo de Camargo (1881–1963)           | 31 de janeiro de 1949 – 24 de abril de 1951                                                      | 2 anos e 83 dias   | Getúlio Vargas            | Barros Barreto                                                        | Interventor federal de São Paulo (1931–1931)                                       |
| -                                 |                                   | José Linhares (1886–1957)              | 2 de maio de 1951 – 29 de janeiro de 1956                                                        | 4 anos e 272 dias  | Getúlio Vargas            | Orozimbo Nonato                                                       | Desembargador do Tribunal de Apelação do Distrito Federal (1931–1937)              |
| 25                                |                                   | Orozimbo Nonato (1891–1974)            | 30 de janeiro de 1956 – 26 de janeiro de 1960                                                    | 3 anos e 361 dias  | Getúlio Vargas            | Edgard Costa                                                          | Consultor-geral da República (1940–1941)                                           |
| 25                                | Lafayette de Andrada              | Orozimbo Nonato (1891–1974)            | 30 de janeiro de 1956 – 26 de janeiro de 1960                                                    | 3 anos e 361 dias  | Getúlio Vargas            |                                                                       | Consultor-geral da República (1940–1941)                                           |
| 26                                |                                   | Barros Barreto (1895–1969)             | 29 de janeiro de 1960 – 28 de janeiro de 1962                                                    | 2 anos e 1 dia     | Getúlio Vargas            | Desembargador do Tribunal de Apelação do Distrito Federal (1937–1939) |                                                                                    |
| 26                                | Ribeiro da Costa                  | Barros Barreto (1895–1969)             | 29 de janeiro de 1960 – 28 de janeiro de 1962                                                    | 2 anos e 1 dia     | Getúlio Vargas            | Desembargador do Tribunal de Apelação do Distrito Federal (1937–1939) |                                                                                    |
| 27                                |                                   | Lafayette de Andrada (1900–1974)       | 29 de janeiro de 1962 – 10 de dezembro de 1963                                                   | 1 ano e 315 dias   | José Linhares             | Desembargador do Tribunal de Apelação do Distrito Federal (1943–1945) |                                                                                    |
| 27                                | Luís Gallotti                     | Lafayette de Andrada (1900–1974)       | 29 de janeiro de 1962 – 10 de dezembro de 1963                                                   | 1 ano e 315 dias   | José Linhares             | Desembargador do Tribunal de Apelação do Distrito Federal (1943–1945) |                                                                                    |
| 28                                |                                   | Ribeiro da Costa (1897–1967)           | 11 de dezembro de 1963 – 4 de dezembro de 1966                                                   | 2 anos e 358 dias  | José Linhares             | Chefe de Polícia do Distrito Federal (1945–1946)                      |                                                                                    |
| 28                                | Cândido Mota                      | Ribeiro da Costa (1897–1967)           | 11 de dezembro de 1963 – 4 de dezembro de 1966                                                   | 2 anos e 358 dias  | José Linhares             | Chefe de Polícia do Distrito Federal (1945–1946)                      |                                                                                    |
| 29                                |                                   | Luís Gallotti (1904–1978)              | 14 de dezembro de 1966 – 11 de dezembro de 1968                                                  | 1 ano e 363 dias   | Eurico Gaspar Dutra       | Gonçalves de Oliveira                                                 | Procurador-Geral da República (1947–1949)                                          |
| 30                                |                                   | Gonçalves de Oliveira (1910–1992)      | 11 de dezembro de 1968 – 18 de janeiro de 1969                                                   | 38 dias            | Juscelino Kubitschek      | Victor Nunes                                                          | Consultor-geral da República (1956–1960)                                           |
| 30                                | vago                              | Gonçalves de Oliveira (1910–1992)      | 11 de dezembro de 1968 – 18 de janeiro de 1969                                                   | 38 dias            | Juscelino Kubitschek      |                                                                       | Consultor-geral da República (1956–1960)                                           |
| –                                 |                                   | Luís Gallotti (1904–1978)              | 18 de janeiro 1969 – 10 de fevereiro de 1969                                                     | 23 dias            | Eurico Gaspar Dutra       | vago                                                                  | Procurador-Geral da República (1947–1949)                                          |
| 31                                |                                   | Osvaldo Trigueiro (1905–1989)          | 10 de fevereiro de 1969 – 10 de fevereiro de 1971                                                | 2 anos             | Humberto Castelo Branco   | Aliomar Baleeiro                                                      | Procurador-Geral da República (1964–1965)                                          |
| 32                                |                                   | Aliomar Baleeiro (1905–1978)           | 10 de fevereiro de 1971 – 9 de fevereiro de 1973                                                 | 1 ano e 365 dias   | Humberto Castelo Branco   | Elói da Rocha                                                         | Deputado federal pela Guanabara (1963–1965)                                        |
| 33                                |                                   | Elói da Rocha (1907–1999)              | 9 de fevereiro de 1973 – 14 de fevereiro de 1975                                                 | 2 anos e 5 dias    | Humberto Castelo Branco   | Djaci Falcão                                                          | Desembargador do Tribunal de Justiça do Estado do Rio Grande do Sul (1953–1966)    |
| 34                                |                                   | Djaci Falcão (1919–2012)               | 14 de fevereiro de 1975 – 14 de fevereiro de 1977                                                | 2 anos             | Humberto Castelo Branco   | Thompson Flores                                                       | Desembargador do Tribunal de Justiça de Pernambuco (1957–1967)                     |
| 35                                |                                   | Thompson Flores (1911–2001)            | 14 de fevereiro de 1977 – 14 de fevereiro de 1979                                                | 2 anos             | Costa e Silva             | Bilac Pinto                                                           | Desembargador do Tribunal de Justiça do Estado do Rio Grande do Sul (1953–1968)    |
| 35                                | vago                              | Thompson Flores (1911–2001)            | 14 de fevereiro de 1977 – 14 de fevereiro de 1979                                                | 2 anos             | Costa e Silva             |                                                                       | Desembargador do Tribunal de Justiça do Estado do Rio Grande do Sul (1953–1968)    |
| 36                                |                                   | Antônio Neder (1911–2003)              | 14 de fevereiro de 1979 – 16 de fevereiro de 1981                                                | 2 anos e 2 dias    | Emílio Garrastazu Médici  | Xavier de Albuquerque                                                 | Ministro do Tribunal Federal de Recursos (1964–1971)                               |
| 37                                |                                   | Xavier de Albuquerque (1926–2015)      | 16 de fevereiro de 1981 – 21 de fevereiro de 1983                                                | 2 anos e 5 dias    | Emílio Garrastazu Médici  | Leitão de Abreu                                                       | Procurador-Geral da República (1969–1972)                                          |
| 37                                | vago                              | Xavier de Albuquerque (1926–2015)      | 16 de fevereiro de 1981 – 21 de fevereiro de 1983                                                | 2 anos e 5 dias    | Emílio Garrastazu Médici  |                                                                       | Procurador-Geral da República (1969–1972)                                          |
| 38                                |                                   | Cordeiro Guerra (1916–1993)            | 21 de fevereiro de 1983 – 25 de fevereiro de 1985                                                | 2 anos e 4 dias    | Ernesto Geisel            | Moreira Alves                                                         | Procurador da República (1940–1974)                                                |
| 39                                |                                   | Moreira Alves (1933–2023)              | 25 de fevereiro de 1985 – 2 de março de 1987                                                     | 2 anos e 5 dias    | Ernesto Geisel            | Décio Miranda                                                         | Procurador-Geral da República (1972–1975)                                          |
| 39                                | vago                              | Moreira Alves (1933–2023)              | 25 de fevereiro de 1985 – 2 de março de 1987                                                     | 2 anos e 5 dias    | Ernesto Geisel            |                                                                       | Procurador-Geral da República (1972–1975)                                          |
| 40                                |                                   | Rafael Mayer (1919–2013)               | 2 de março de 1987 – 14 de março de 1989                                                         | 2 anos e 12 dias   | Ernesto Geisel            | Néri da Silveira                                                      | Consultor-geral da República (1974–1978)                                           |
| 41                                |                                   | Néri da Silveira (1932–)               | 14 de março de 1989 – 14 de março de 1991                                                        | 2 anos             | João Figueiredo           | Aldir Passarinho                                                      | Ministro do Tribunal Federal de Recursos (1969–1981)                               |
| 42                                |                                   | Aldir Passarinho (1921–2014)           | 14 de março de 1991 – 22 de abril de 1991                                                        | 39 dias            | João Figueiredo           | Sydney Sanches                                                        | Ministro do Tribunal Federal de Recursos (1974–1982)                               |
| 43                                |                                   | Sydney Sanches (1933–)                 | No exercício da presidência desde 22 de abril de 1991 10 de maio de 1991 – 13 de maio de 1993    | 2 anos e 3 dias    | João Figueiredo           | Octavio Gallotti                                                      | Desembargador do Tribunal de Justiça do Estado de São Paulo (1980–1984)            |
| 44                                |                                   | Octavio Gallotti (1930–)               | 13 de maio de 1993 – 17 de maio de 1995                                                          | 2 anos e 4 dias    | João Figueiredo           | Paulo Brossard                                                        | Ministro do Tribunal de Contas da União (1973–1984)                                |
| 44                                | vago                              | Octavio Gallotti (1930–)               | 13 de maio de 1993 – 17 de maio de 1995                                                          | 2 anos e 4 dias    | João Figueiredo           |                                                                       | Ministro do Tribunal de Contas da União (1973–1984)                                |
| 45                                |                                   | Sepúlveda Pertence (1937–2023)         | 17 de maio de 1995 – 20 de maio de 1997                                                          | 2 anos e 3 dias    | José Sarney               | Celso de Mello                                                        | Procurador-Geral da República (1985–1989)                                          |
| 46                                |                                   | Celso de Mello (1945–)                 | 22 de maio de 1997 – 27 de maio de 1999                                                          | 2 anos e 5 dias    | José Sarney               | Carlos Velloso                                                        | Secretário-geral da Consultoria-Geral da República (1986–1989)                     |
| 47                                |                                   | Carlos Velloso (1936–)                 | 27 de maio de 1999 – 31 de maio de 2001                                                          | 2 anos e 4 dias    | Fernando Collor           | Marco Aurélio                                                         | Ministro do Superior Tribunal de Justiça (1989–1990)                               |
| 48                                |                                   | Marco Aurélio (1946–)                  | 31 de maio de 2001 – 5 de junho de 2003                                                          | 2 anos e 5 dias    | Fernando Collor           | Ilmar Galvão                                                          | Ministro do Tribunal Superior do Trabalho (1981–1990)                              |
| 48                                | vago                              | Marco Aurélio (1946–)                  | 31 de maio de 2001 – 5 de junho de 2003                                                          | 2 anos e 5 dias    | Fernando Collor           |                                                                       | Ministro do Tribunal Superior do Trabalho (1981–1990)                              |
| 49                                |                                   | Maurício Corrêa (1934–2012)            | 5 de junho de 2003 – 8 de agosto de 2004                                                         | 1 ano e 64 dias    | Itamar Franco             | Nelson Jobim                                                          | Ministro da Justiça (1992–1994)                                                    |
| 50                                |                                   | Nelson Jobim (1946–)                   | No exercício da presidência desde 8 de agosto de 2004 20 de agosto de 2004 – 29 de março de 2006 | 1 ano e 221 dias   | Fernando Henrique Cardoso | Ellen Gracie                                                          | Ministro da Justiça (1995–1997)                                                    |
| 51                                |                                   | Ellen Gracie (1948–)                   | No exercício da presidência desde 29 de março de 2006 27 de abril de 2006 – 23 de abril de 2008  | 1 ano e 362 dias   | Fernando Henrique Cardoso | Gilmar Mendes                                                         | Desembargadora do Tribunal Regional Federal da 4.ª Região (1989–1999)              |
| 52                                |                                   | Gilmar Mendes (1955–)                  | 23 de abril de 2008 – 23 de abril de 2010                                                        | 2 anos             | Fernando Henrique Cardoso | Cezar Peluso                                                          | Advogado-geral da União (2000–2002)                                                |
| 53                                |                                   | Cezar Peluso (1942–)                   | 23 de abril de 2010 – 19 de abril de 2012                                                        | 1 ano e 362 dias   | Luiz Inácio Lula da Silva | Ayres Britto                                                          | Desembargador do Tribunal de Justiça do Estado de São Paulo (1986–2003)            |
| 54                                |                                   | Ayres Britto (1942–)                   | 19 de abril de 2012 – 17 de novembro de 2012                                                     | 212 dias           | Luiz Inácio Lula da Silva | Joaquim Barbosa                                                       | Procurador do Tribunal de Contas do Sergipe (1978–1990)                            |
| 55                                |                                   | Joaquim Barbosa (1954–)                | 22 de novembro de 2012 – 31 de julho de 2014                                                     | 1 ano e 251 dias   | Luiz Inácio Lula da Silva | Ricardo Lewandowski                                                   | Procurador da República (1984–2003)                                                |
| 56                                |                                   | Ricardo Lewandowski (1948–)            | 10 de setembro de 2014 – 12 de setembro de 2016                                                  | 2 anos e 2 dias    | Luiz Inácio Lula da Silva | Cármen Lúcia                                                          | Desembargador do Tribunal de Justiça do Estado de São Paulo (1997–2006)            |
| 57                                |                                   | Cármen Lúcia (1954–)                   | 12 de setembro de 2016 – 13 de setembro de 2018                                                  | 2 anos e 1 dia     | Luiz Inácio Lula da Silva | Dias Toffoli                                                          | Procuradora de Minas Gerais (1983–2006)                                            |
| 58                                |                                   | Dias Toffoli (1967–)                   | 13 de setembro de 2018 – 10 de setembro de 2020                                                  | 1 ano e 363 dias   | Luiz Inácio Lula da Silva | Luiz Fux                                                              | Advogado-geral da União (2007–2009)                                                |
| 59                                |                                   | Luiz Fux (1953–)                       | 10 de setembro de 2020 – 12 de setembro de 2022                                                  | 2 anos e 2 dias    | Dilma Rousseff            | Rosa Weber                                                            | Ministro do Superior Tribunal de Justiça (2001–2011)                               |
| 60                                |                                   | Rosa Weber (1948–)                     | 12 de setembro de 2022 – 28 de setembro de 2023                                                  | 1 ano e 16 dias    | Dilma Rousseff            | Luís Roberto Barroso                                                  | Ministra do Tribunal Superior do Trabalho (2006–2011)                              |
| 61                                |                                   | Luís Roberto Barroso (1958–)           | 28 de setembro de 2023 – atualmente                                                              | 1 ano e 322 dias   | Dilma Rousseff            | Edson Fachin                                                          | Procurador do Estado do Rio de Janeiro (1985-2013)                                 |

## Estatísticas

### Presidentes que assumiram a Presidência do Brasil
O cargo de presidente do Supremo Tribunal Federal está presente na linha de sucessão presidencial do Brasil em 5 das 6 constituições republicanas brasileiras, estando ausente apenas na de 1937. Nas de 1891, 1946, 1967 e 1988, o presidente do STF ocupa a 4º colocação na linha sucessória (atrás apenas do vice-presidente, presidente da Câmara dos Deputados e presidente do Senado, em ordem variável), enquanto que ocupa a 3ª colocação na de 1934 (atrás dos presidentes da Câmara e do Senado, respectivamente).
Em 16 ocasiões, 7 presidentes do STF assumiram o posto máximo da República. Na primeira vez, em outubro de 1945, o general-de-exército e Ministro do Exército Pedro Aurélio de Góis Monteiro liderou um golpe para afastar o então presidente Getúlio Vargas, que, em virtude disto, renunciou ao cargo. A Lei Constitucional nº 9, de 1945, que alterava a vigente Constituição de 1937, em seus artigos 81 e 82, previa que, em caso de vacância da presidência, haveria três opções: o presidente indicaria um membro do Conselho Federal (órgão criado para servir como poder legislativo do país) para substituí-lo; o Conselho Federal elegeria um de seus membros para assumir a presidência; o presidente do Conselho Federal atuará como presidente da República interino até a eleição de um de seus pares como novo presidente. Como a criação do Conselho Federal não se concretizou e tanto o Senado quanto a Câmara dos Deputados encontravam-se fechados, Góis Monteiro entregou o poder ao presidente do STF José Linhares, conforme tese defendida pela União Democrática Nacional de "todo o poder ao Judiciário". Linhares serviu como presidente até a posse de Eurico Gaspar Dutra, em 31 de janeiro de 1946, e é contado como 15º presidente do país. Em todas as demais situações, a presidência foi preenchida interinamente em razão de viagem ao exterior dos seus superiores à linha sucessória.
| #  | OH    | Presidente          | Início                 | Fim                    | Tempo no cargo | Indicação presidencial | Presidente à época        | Ref.                                    |
| -- | ----- | ------------------- | ---------------------- | ---------------------- | -------------- | ---------------------- | ------------------------- | --------------------------------------- |
| 1  | 12/14 | José Linhares       | 29 de outubro de 1945  | 31 de janeiro de 1946  | 94 dias        | Getúlio Vargas         | Assumiu titularmente      | [ 7 ] [ 151 ]                           |
| 2  | 29    | Moreira Alves       | 7 de julho de 1986     | 11 de julho de 1986    | 4 dias         | Ernesto Geisel         | José Sarney               | [ 7 ] [ 152 ]                           |
| 3  | 34    | Octavio Gallotti    | 13 de junho de 1994    | 15 de junho de 1994    | 2 dias         | João Figueiredo        | Itamar Franco             | [ 7 ] [ 153 ]                           |
| 4  | 34    | Octavio Gallotti    | 4 de agosto de 1994    | 6 de agosto de 1994    | 2 dias         | João Figueiredo        | Itamar Franco             | [ 7 ] [ 153 ]                           |
| 5  | 38    | Marco Aurélio       | 15 de maio de 2002     | 21 de maio de 2002     | 6 dias         | Fernando Collor        | Fernando Henrique Cardoso | [ 7 ]                                   |
| 6  | 38    | Marco Aurélio       | 4 de julho de 2002     | 5 de julho de 2002     | 1 dia          | Fernando Collor        | Fernando Henrique Cardoso | [ 7 ]                                   |
| 7  | 38    | Marco Aurélio       | 25 de julho de 2002    | 27 de julho de 2002    | 2 dias         | Fernando Collor        | Fernando Henrique Cardoso | [ 7 ]                                   |
| 8  | 38    | Marco Aurélio       | 20 de agosto de 2002   | 21 de agosto de 2002   | 1 dia          | Fernando Collor        | Fernando Henrique Cardoso | [ 7 ]                                   |
| 9  | 38    | Marco Aurélio       | 31 de agosto de 2002   | 9 de setembro de 2002  | 9 dias         | Fernando Collor        | Fernando Henrique Cardoso | [ 7 ]                                   |
| 10 | 46    | Ricardo Lewandowski | 23 de setembro de 2014 | 24 de setembro de 2014 | 1 dia          | Lula da Silva          | Dilma Rousseff            | [ 154 ] [ 155 ]                         |
| 11 | 47    | Cármen Lúcia        | 13 de abril de 2018    | 14 de abril de 2018    | 1 dia          | Lula da Silva          | Michel Temer              | [ 156 ] [ 157 ] [ 158 ] [ 159 ] [ 160 ] |
| 12 | 47    | Cármen Lúcia        | 18 de junho de 2018    | 19 de junho de 2018    | 1 dia          | Lula da Silva          | Michel Temer              | [ 156 ] [ 157 ] [ 158 ] [ 159 ] [ 160 ] |
| 13 | 47    | Cármen Lúcia        | 17 de julho de 2018    | 18 de julho de 2018    | 1 dia          | Lula da Silva          | Michel Temer              | [ 156 ] [ 157 ] [ 158 ] [ 159 ] [ 160 ] |
| 14 | 47    | Cármen Lúcia        | 23 de julho de 2018    | 28 de julho de 2018    | 5 dias         | Lula da Silva          | Michel Temer              | [ 156 ] [ 157 ] [ 158 ] [ 159 ] [ 160 ] |
| 15 | 47    | Cármen Lúcia        | 15 de agosto de 2018   | 16 de agosto de 2018   | 1 dia          | Lula da Silva          | Michel Temer              | [ 156 ] [ 157 ] [ 158 ] [ 159 ] [ 160 ] |
| 16 | 48    | Dias Toffoli        | 23 de setembro de 2018 | 24 de setembro de 2018 | 1 dia          | Lula da Silva          | Michel Temer              | [ 161 ]                                 |

### Presidentes que assumiram a Presidência do Senado Federal
Segundo parágrafo único do artigo 52 da Constituição de 1988, o presidente do Supremo Tribunal Federal assume a presidência do Senado Federal para fins dos incisos I e II. Em 2 ocasiões, 2 presidentes do STF presidiram o Senado Federal. Sydney Sanches e Ricardo Lewandowski o fizeram para fins dos processos de impeachment dos presidentes Fernando Collor em 1992 e Dilma Rousseff em 2016 respectivamente.
| # | OH | Presidente          | Início                 | Fim                    | Tempo no cargo | Indicação presidencial | Motivo                         | Ref.            |
| - | -- | ------------------- | ---------------------- | ---------------------- | -------------- | ---------------------- | ------------------------------ | --------------- |
| 1 | 33 | Sydney Sanches      | 29 de setembro de 1992 | 29 de dezembro de 1992 | 122 dias       | João Figueiredo        | Impeachment de Fernando Collor | [ 93 ] [ 163 ]  |
| 2 | 46 | Ricardo Lewandowski | 12 de maio de 2016     | 31 de agosto de 2016   | 111 dias       | Lula da Silva          | Impeachment de Dilma Rousseff  | [ 164 ] [ 165 ] |